# Penda Ly
Penda Ly (née en 1991) est la gagnante d'un concours de beauté du Sénégal : elle a été nommée Miss Sénégal 2012.

## Miss Sénégal
Penda Ly, une étudiante de 21 ans, originaire de Dakar et spécialisée en marketing, remporte le titre de Miss Sénégal 2012 le 28 janvier 2012 au King Pahd Palace. Elle mesure 1,75 m.